# Plagithmysus ultimus
Plagithmysus ultimus är en skalbaggsart som först beskrevs av Sharp 1910.  Plagithmysus ultimus ingår i släktet Plagithmysus och familjen långhorningar. Inga underarter finns listade i Catalogue of Life.